# Lyceum Club Femenino
El Lyceum Club Femenino va ser una associació de dones que va funcionar a Madrid entre els anys 1926 i 1939 i constituí la primera associació feminista del país. Entre l'important nombre de sòcies pot destacar-se'n la seva primera presidenta, l'escriptora noucentista María de Maeztu.

## Antecedents internacionals
Va ser fundat, el 1926, per un centenar de dones d'àmbits culturals il·lustrats, seguint l'exemple del primer lyceum creat el 1904 a Londres per l'escriptora britànica Constance Smedley. L'objectiu del lyceum era la defensa dels interessos de la dona, al mateix temps que els oferia un lloc de trobada, promovia el desenvolupament educatiu, cultural i professional de les dones, així com facilitava l'organització d'obres de caràcter social. Aviat van sorgir clubs similars a Berlín, París, Barcelona, Brussel·les, Nova York, Roma, La Haia i altres ciutats del món. El 1908 es va organitzar una federació internacional d'aquestes entitats. El club era aconfessional i apolític, i l'admissió com a sòcia estava restringida a dones que haguessin realitzat treballs literaris, artístics o científics, que haguessin participat en causes socials o que posseïssin títols acadèmics.

## Constitució a Espanya
El primer club espanyol fou promogut per María Martos Arregui O'Neill, juntament amb Victòria Kent i la mateixa Maria de Maeztu, entre d'altres, i estava format per dones de l'elit sociocultural del país que, pel seu ambient familiar, tenien un elevat nivell d'educació, interès per la cultura i temps per desenvolupar activitats.
En el moment de la seva fundació comptava amb una mica més d'un centenar d'associades. La presidència l'ostentava María de Maeztu. Les vicepresidentes eren l'advocada Victoria Kent i l'escriptora i diplomática Isabel Oyarzábal. La secretaria va recaure en la traductora Zenobia Camprubí. Amalia Galárraga n'era la tresorera i la professora Helen Phillips, la sotssecretària.
Es basava en els Estatuts de Londres, que van ser aprovats per les associades. Així, seguint l'estructura del club londinenc, tenia sis seccions: de Literatura, Música, Arts Plàstiques i industrials, Internacional, Ciències i Social; i una setena secció, Hispanoamèrica. Els objectius generals del club es van concretar a defensar els interessos morals i materials de la dona, desenvolupant les iniciatives econòmiques, científiques i artístiques; fomentar l'esperit col·lectiu, facilitant l'intercanvi d'idees i la compenetració de sentiments; organitzar obres de caràcter social, celebrar conferències, entre d'altres activitats.
El 1931 es va crear el Lyceum Club de Barcelona convertint-se en un espai de confluència de destacades escriptores catalanes com Aurora Bertrana o Carme Montoriol.

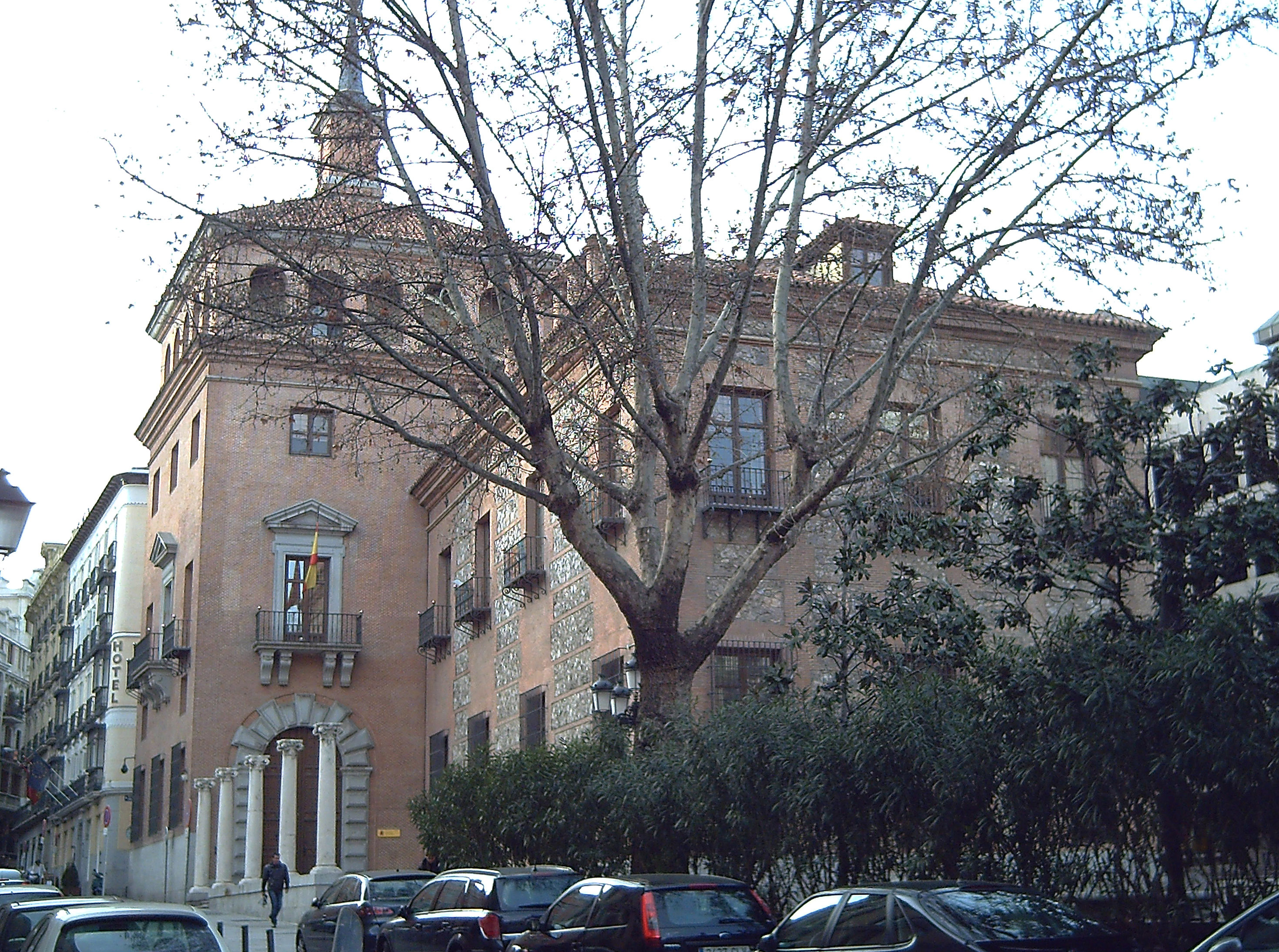
Casa de les Set Xemeneies, seu del Lyceum Club Femenino de Madrid

## Seu
L'assemblea constituent es va celebrar amb 115 sòcies al Instituto Internacional l'abril de 1926, al carrer de Miguel Ángel, 8, presidida per María de Maeztu. S'encarregà a una comissió la cerca d'un local per al club, que s'inauguraria el 4 de novembre a la Casa de les Set Xemeneies, al carrer de les Infantas, número 31, a la cantonada amb la plaça del Rey de Madrid.

## Sòcies
El 1927, un any després de la seva fundació, el nombre de sòcies s'havia quintuplicat. L'accés a la condició de membre del club no estava restringit per motius ideològics. Les dones podien ser sòcies si havien cursat estudis superiors o si s'havien destacat com a escriptores, artistes o intel·lectuals. També hi podien pertànyer aquelles que havien participat en obres socials. Com que l'accés als estudis estava limitat de fet a les persones de classe mitjana i alta, aquest grup predominava en el club. Entre les sòcies no hi havia tampoc restricció per estat civil o orientació sexual, i naturalment inclogué algunes dones obertament lesbianes, com era el cas de Victorina Durán. El 1930, de prop de 500 sòcies, 475 estaven casades.
Van ser sòcies del Lyceum Club, entre d'altres, Carmen Baroja, Matilde Calvo Rodero, Clara Campoamor, Zenobia Camprubí, Ernestina de Champourcín, María Martos Arregui O'Neill, María de Maeztu, Carmen de Mesa, Victorina Durán, Elena Fortún, Amalia Galárraga, María Martínez Sierra, Matilde Huici, Victoria Kent, María Teresa León, Concha Méndez, Isabel Oyarzábal, Helen Phillips, Mabel Rick o Rosa Spottorno.

## Desaparició
Amb l'esclat de la Guerra Civil Espanyola i la derrota i exili de la República en 1939, es va desmantellar el Lyceum, que va passar a ser el "Club Medina", regit per la Secció Femenina, exponent d'una ideologia que sotmetia la dona a un paper subaltern.